# Virginia Slims of New Orleans 1988
Virginia Slims of New Orleans 1988 — тенісний турнір, що проходив на відкритих кортах з твердим покриттям у Новому Орлеані (США). Належав до турнірів 3-ї категорії в рамках Туру WTA 1988. Відбувсь уп'яте й востаннє й тривав з 3 жовтня до 9 жовтня 1988 року. Перша сіяна Кріс Еверт здобула титул в одиночному розряді, свій третій на цьому турнірі після 1985 і 1987 років, й отримала 50 тис. доларів США.

## Фінальна частина

### Одиночний розряд
Кріс Еверт —  Енн Сміт 6–4, 6–1
- Для Еверт це був 4-й титул в одиночному розряді за сезон і 157-й (останній) - за кар'єру.

### Парний розряд
Бет Герр /  Кенді Рейнолдс —  Лорі Макніл /  Бетсі Нагелсен 6–4, 6–4
- Для Герр це був 2-й титул за сезон і 6-й — за кар'єру. Для Рейнолдс це був 2-й титул за сезон і 26-й — за кар'єру.